# Тобольская провинция

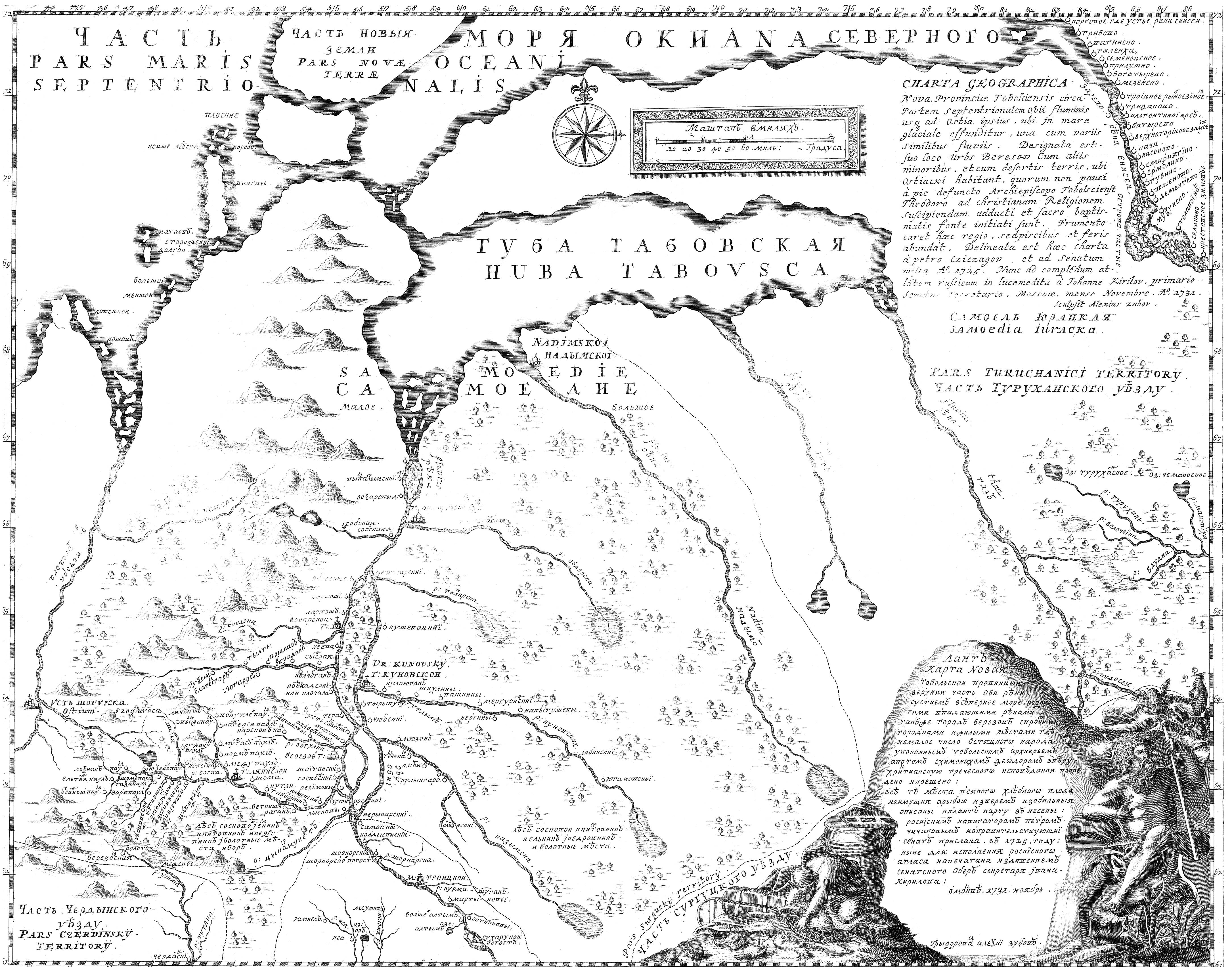
Тобольская провинция. Атлас Всероссийской империи И. К. Кирилова. 1722—1737 гг.

Тобо́льская прови́нция («Сибирские города» — в терминологии указа 1708 года)) — административно-территориальное образование на территории Сибири. Входила в состав Сибирской губернии.
Административный центр — город Тобольск.

## История
Тобольская провинция была образована 29 мая 1719 года при разделении Сибирской губернии.
В её состав вошли уезды: Берёзовский, Верхотурский, Енисейский, Илимский, Кетский, Красноярский, Кузнецкий, Мангазейский, Нарымский, Нерчинский, Пелымский, Сургутский, Тарский, Тобольский, Томский, Туринский, Тюменский, Ялуторовский, а также Ишимский, Краснослободский, Тобольский подгородный и Ялуторовский дистрикты.
26 ноября 1724 года — из состава провинции были выделены Енисейская и Иркутская провинции.
11 июля 1726 года — из Енисейской провинции в состав Тобольской провинции были переданы города с уездами: Кузнецк (Кузнецкий уезд), Нарым (Нарымский уезд), Томск (Томский уезд).
В 1766 году в Тобольскую провинцию Сибирской губернии входило 9 уездных городов, 4 безуездных города, 2 яма, 7 крепостей, 3 дистрикта.
В 1775 году в состав Тобольской провинции вошёл Ирбитский уезд.
1 мая 1779 года по Указу Екатерины II в Царстве Сибирском была образована Колыванская область, куда вошли четыре преобразованных из уездов округа: Барнаульский, Бурлинский, Кузнецкий и Томский.
В 1780—1782 годах Тобольская провинция, после упразднения Царства Сибирского, была преобразована в Тобольское наместничество в составе двух областей (Тобольской и Томской). Из Колыванской области в 1782 году было образовано Колыванское наместничество.